# Justus Sadeler

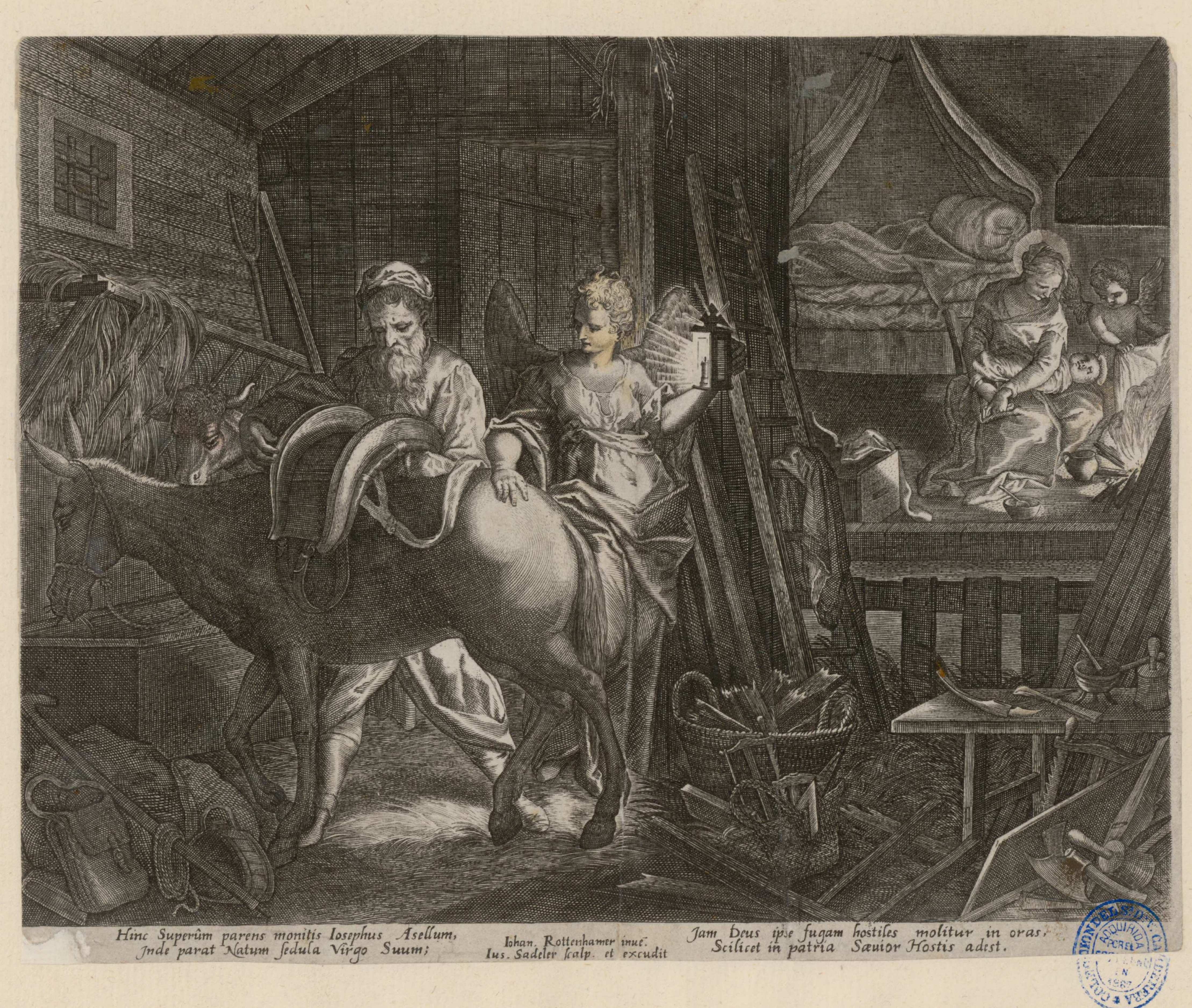
Sagrada Familia, buril de Justus Susterman según Hans Rottenhammer. Firmado: Iohan Rottenhamer invé: Ius. Sadeler scalp. et excudit. Biblioteca Nacional de España.

Justus Sadeler (Amberes, c. 1583-Leiden, 1620) fue un grabador, editor y comerciante de estampas flamenco establecido en Venecia.

## Biografía
Miembro de una familia de grabadores y editores, hijo de Jan Sadeler I, se formó con su padre a quien siguió en sus viajes. Hacia 1595 se establecieron en Venecia donde la familia fundó un próspero taller de impresión. En 1600 visitó Roma junto con su padre para obtener el jubileo. A la muerte de su padre se hizo cargo de la dirección de la imprenta familiar junto con su tío Raphael, quien iba a dedicarse con preferencia a dirigir la sucursal en Múnich. Deseoso de establecer relaciones comerciales con los impresores de Ámsterdam, en 1620 viajó a Holanda acompañando al embajador de la República de Venecia en los Países Bajos, sorprendiéndole la muerte repentinamente al llegar a Leiden.

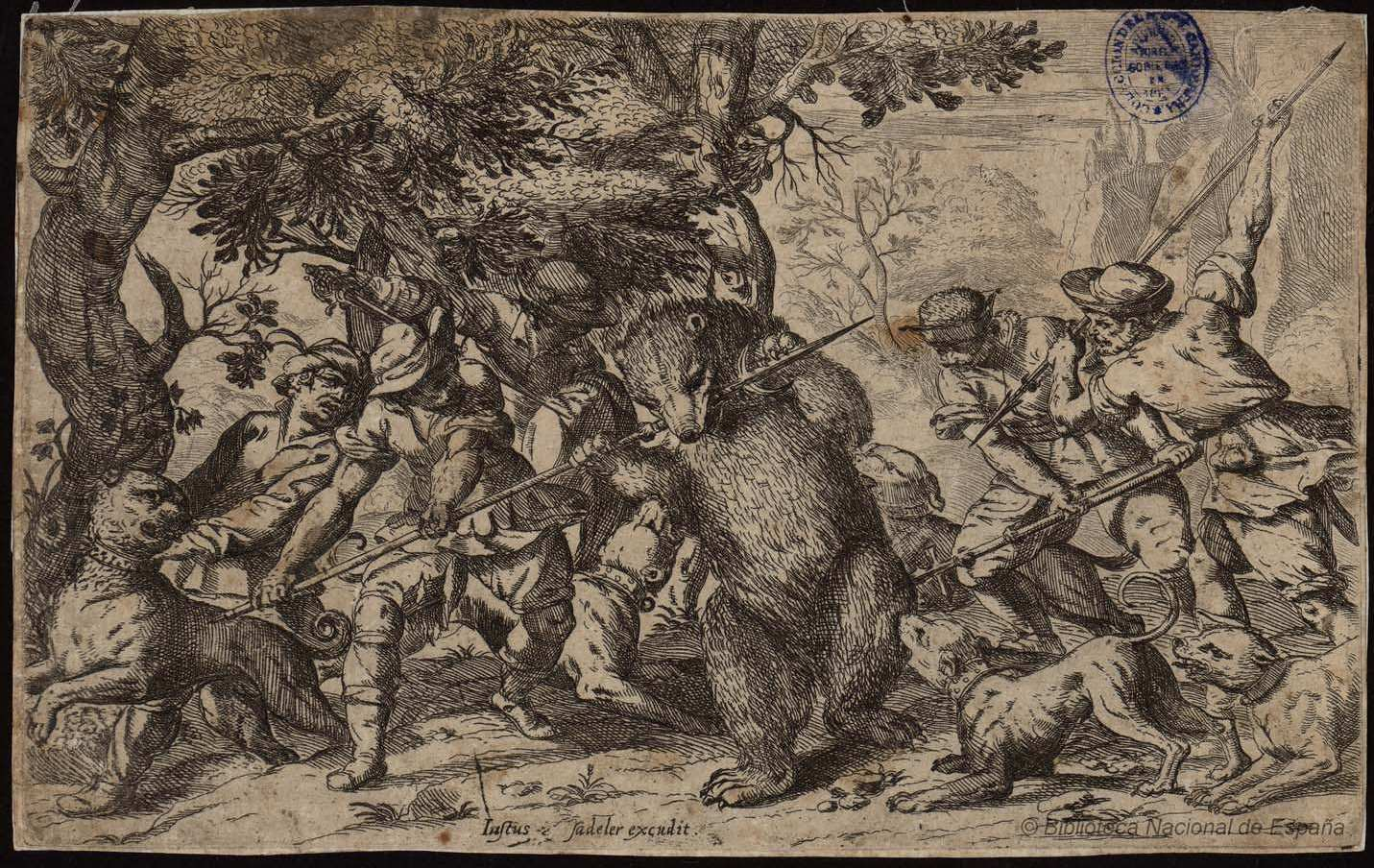
La caza del oso. Aguafuerte firmado exclusivamente por Iustus Sadeler como editor, podría pertenecer a una serie de escenas de caza por dibujo de Antonio Tempesta dedicada al duque de Angulema. Biblioteca Nacional de España.

Por su dedicación principal a la edición y el comercio de estampas el número de grabados abiertos de su propia mano que se conocen es escaso, hasta el punto de haberse puesto en duda su condición de grabador, acreditada, sin embargo, por la firma como editor y grabador en alguna estampa realizada por modelos de Hans Rottenhammer o Camillo Procaccini, artistas con los que también había trabajado su padre. Editó, entre otros, grabados de reproducción de obras de Tintoretto (La Anunciación, La Resurrección), Paul Brill (Jonás arrojado al mar) y Francesco Vanni (San Bernardino de Siena), y dos de las primeras cartillas para el aprendizaje del dibujo de la figura humana impresas en Italia con grabados de Odoardo Fialetti: Il vero modo et ordine per dissegnar tutti le parti et membra del corpo humano, Venecia, 1608, de la que aún se hicieron nuevas impresiones en el siglo XVIII, y Tutte le parti del corpo humano diviso in piu pezzi.